# متنزه مارغريت لويس نوري الحكومي

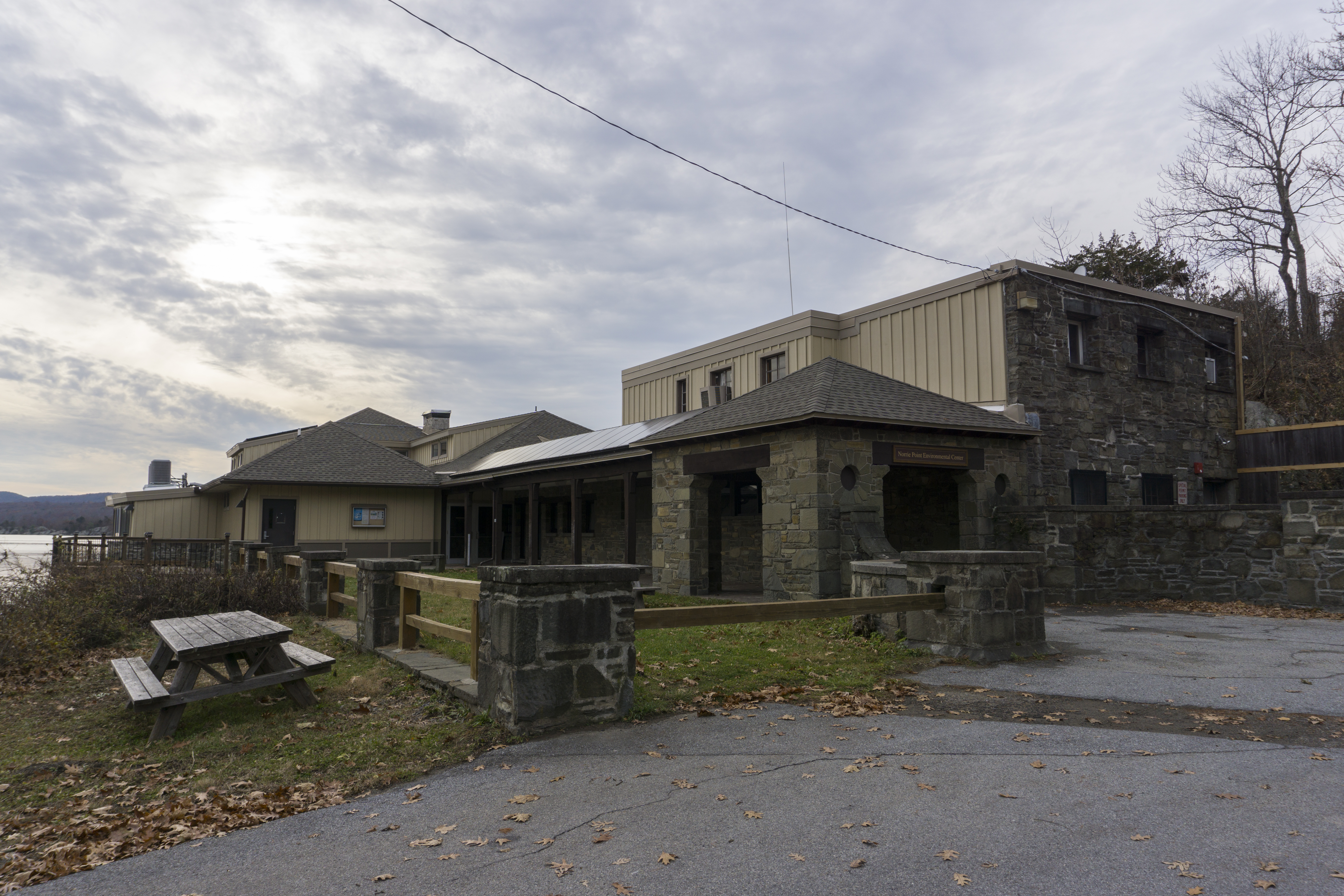
يقع مركز NYSDEC Norrie Point البيئي داخل المنتزه

متنزه مارغريت لويس نوري الحكومي، هو متنزه حكومي يبلغ مساحتها 356 أكر (1.44 كـم2) ويقع في مقاطعة دوتشيس، بولاية نيويورك في الولايات المتحدة، تقع الحديقة على الشاطئ الشرقي لنهر هدسون في بلدة هايد بارك وتضم أيضًا جزيرة ايسيبوس.
يقع متنزه مارغريت لويس نوري الحكومي بجوار أوغدن ميلز ومتنزه روث ليفينجستون ميلز الحكومي, وتعرف المتنزهين مجتمعة باسم حديقة ميلز نوري الحكومية.

## تاريخ
تبرعت جيرالدين مورغان طومسون بأراضي الحديقة لولاية نيويورك في ذكرى شقيقتها ، مارغريت لويس نوري. كان هناك معسكر كبير لفيلق الحفظ المدني في الحديقة عام 1937، حيث كان يسكن العمال الذين كانوا يطورون مرافق الحديقة.

## متنزهات الدولة القريبة والمواقع التاريخية
- وغدن ميلز ومتنزه روث ليفينغستون ميلز العام (مقاطعة دوتشيس)
- حديقة جيمس بيرد الحكومية (مقاطعة دوتشيس)
- موقع ستاتسبورغ التاريخي الحكومي (مقاطعة دوتشيس)
- متنزه بحيرة طاغانيك الحكومي ( مقاطعة كولومبيا )
- موقع ولاية كليرمونت التاريخي (مقاطعة كولومبيا)
- موقع أولانا التاريخي الحكومي(مقاطعة كولومبيا)

## روابط خارجية
- New York State Parks: Margaret Lewis Norrie State Park